# Луп Протоспафарий
Луп Протоспафарий, или Лупус Барийский (итал. Lupo Protospata, лат. Lupus Apulus Protospatharius, или Lupus Barensis; ум. около 1102) — средневековый итальянский хронист и чиновник из Апулии, автор «Анналов» (лат. Annales Lupi Protospatharii), или «Хроники событий в Неаполитанском королевстве» (лат. Chronicon rerum in regno Neapolitano gestarum). Один из летописцев нормандских завоеваний в Южной Италии во второй половине XI века.

## Личность
Имя Лупа не упоминается ни в одной из сохранившихся средневековых рукописей и впервые фигурирует лишь в издании его сочинения, осуществлённого в 1626 году Антонио Караччоло. Поэтому его реальное существование довольно рано поставлено было исследователями под сомнение. Некий «имперский протоспафарий» Луп упоминается в дипломе 1063 года из Венозы, возможно поддельном, а также в двух других документах, составленных в Асколи-Сатриано в 1067 и 1080 годах, где он подписывается как «Lupus Imperialis prothospata» или «tepoterete», то есть в качестве губернатора византийской фемы, но отождествляется иногда с местным епископом.
Возможно, Луп являлся родственником «Ромуальдо Джентилуомо Барийца из греческого рода Протоспата», упоминаемого под 1035 годом Франческо Ломбарди в «Житиях епископов Бари», опубликованных в 1697 году в Неаполе, и являлся сыном барийского катепана Константина Протоспафария, умершего в изгнании в Константинополе. В 1980 году историк, писатель и поэт Паскуале Сорренти в своей книге «Барийцы» выразил обоснованные сомнения, что автор хроники действительно родился около 1040-го и умер в 1102 году.
Известна частично сохранившаяся, но ещё в 1674 году читавшаяся полностью латинская надпись протоспафария Лупа на римской колонне из Бриндизи у места окончания древней Аппиевой дороги из Рима:
«ILLUSTRIS PIVS ACTIB(US) ATQ(UE) REFVLGENS /

P(RO)TOSPATHA LVPVS VRBEM HANC STRVXIT AB IMO /

QVAM IMPERATORES MAGNIFICIQ(UE) BENIGNI…..»

(«Благочестивый и славный милосердием Луп Протоспафарий восстановил
 этот город, основанный великими и щедрыми императорами…»)
Традиционно итальянские историки и апулийские краеведы, не располагавшие подлинными документами рассматриваемой эпохи, относили реконструкцию Бриндизи, в Раннем Средневековье серьёзно пострадавшего от разрушений, нанесённых ему готами, лангобардами и сарацинами, к IX веку. Соответственно, упомянутый в надписи Луп вряд ли мог быть автором хроники и фигурантом документов из Асколи-Сатриано XI столетия. Чтобы отождествить летописца Лупа Протоспафария с византийским наместником в Бриндизи, необходимо отнести предполагаемую реконструкцию города к более позднему времени, последним годам византийского господства, до того, как норманцы завоевали его вместе с остальной Апулией. Учитывая не принимавшиеся ранее в расчёт эпиграфические находки, подобная гипотеза не может быть вовсе исключена, однако нуждается в дополнительных аргументах.
Исследователи и издатели сочинения Лупа, в зависимости от степени внимания его к событиям в том или ином городе Южной Италии, считают его выходцем из Бари, Матеры или Салерно, однако использование им барийских анналов и традиционных для них годовых циклов позволяют считать его если и не уроженцем, то, во всяком случае, постоянным жителем первого.
Наиболее оптимистично в этом плане настроены власти города Матеры в регионе Базиликата, назвавшие в честь летописца улицу Via Protospata Lupo.

## Труды
Луп считается автором латинских «Анналов Лупа Протоспафария» (лат. Annales Lupi Protospatharii), охватывающих историю юга Италии с 855 по 1102 год, название же «Хроники событий в Неаполитанском королевстве» (лат. Chronicon rerum in regno Neapolitano gestarum) получивших значительно позже, так как государство с подобным названием возникло лишь в 1282 году после памятного восстания против анжуйцев на Сицилии.
Сведения о периоде Раннего Средневековья заимствованы им из датированных примерно 1043 годом «Барийских анналов» (лат. Annales Barenses), а также из их утерянного продолжения до 1051 года и несохранившихся городских анналов Матеры и Беневенто. Более подробная информация о современных ему событиях с 1082 по 1102 год излагается им преимущественно на основании устных рассказов и личных впечатлений. Немецкий историк Георг Генрих Перц приписывал сообщения за 1191—1102 годы не самому Лупу, а его анонимному мадридскому продолжателю, однако итальянский исследователь Уго Бальцани допускал в отношении них авторство самого анналиста.
С большим вниманием, помимо природных бедствий и астрономических явлений, вроде землетрясения 1087 года или кометы 1098 года, Луп излагает в строгом хронологическом порядке, с тщательным указанием не только лет, но и месяцев и дней, события не только местного, но и общеисторического значения, как в Италии, так и в Византии, ставшие предпосылками для нормандского завоевания итальянских земель, набегов сарацин, а также факты церковной жизни, в частности, третий собор в Мельфи 1089 года, на котором папа Урбан II объявил о планах Первого крестового похода, и собор в Бари 1098 года, созванный этим же понтификом для примирения Католической и Православной церквей.
Его анналы содержат и немало ошибок, вызванных, вероятно, недостатком источников или плохим пониманием их текстов. Так, победа Оттона I Великого над венграми на реке Лех отнесена им к 945 году, сражение его сына Оттона II Рыжего с сарацинами к 981-му, а смерть Оттона III — к 1000 году. Императора Генриха III анналист путает с его отцом Конрадом II, а Вильгельма I Завоевателя — с Робертом Гвискаром. Битва при Гастингсе и предшествовавшая её комета отнесены им не к 1066-му, а к 1067 году, а сражение Алексея Комнина с нормандцами под Диррахием не к 1081-му, а к 1082 году, что объясняется использованием неверного салернского календаря. Неправильно датируя вторжение нормандцев на Сицилию и взятие Робертом Палермо 1065 годом, он вовсе не упоминает победы последнего над арабами при Энне (1061), при Черами (1063) и при Мизильмери (1068). По мнению русского историка-византиниста второй половины XIX века П. В. Безобразова, подобно «Барийскому анониму», Луп предпочитал «греческое» летосчисление (с 1 сентября предшествующего года) «пизанскому» (лат. calculus Pisanus, с 25 марта предшествующего года), чем и объясняются все его хронологические расхождения.
Вместе с тем, сведения Лупа существенно дополняют и местами уточняют сообщения современных ему авторов, в частности, хроник Вильгельма Апулийского, Готфрида Малатерры и Амата из Монте-Кассино, а также «Алексиады» Анны Комнины (1148).

## Рукописи и издания
Несмотря на то, что анналы Лупа Протоспафария ещё в начале XII века использованы были неизвестными составителями «Краткой Нормандской хроники 1041—1085 гг.» и «Хроники Барийского анонима» (лат. Anonymi Barensis Chronicon), а позже доведены несколькими анонимными продолжателями до 1519 года, оригинальная рукопись их утрачена была ещё в Средние века. Все сохранившиеся копии довольно поздние: Ватиканский кодекс (Ватиканская апостольская библиотека), переписанный в 1490 году с более древней рукописи из Урбино, содержавшей также текст «Барийских анналов» (MS 983), пергаментный Мадридский, содержащий итальянский перевод XV века (MS V. 83), Парижский из Королевской библиотеки (Национальная библиотека Франции), переписанный в начале XVI столетия (MS 6061), и Неаполитанский из музея Бурбонов, относящийся уже к концу XVI-го или даже началу XVII века (MS V.F. 52).
Вышеназванное первое неаполитанское издание анналов осуществлено было в 1626 году в Неаполе по неисправной копии урбинского кодекса Антонио Караччоло, который включил их в сборник «Четыре старинных хрониста». Заново отредактированное их издание выпустил в 1646 году там же Камилло Перегрино в сборнике «История лангобардских правителей». В 1723 году их опубликовал в Лейдене нидерландский филолог Питер Бурман в «Собрании римских древностей» (лат. Thesaurus antiquitatum Romanarum), подготовленном к печати его учителем Иоганном Георгом Граевиусом (ум. 1703), в том же году выпустил в Палермо в составе первого тома «Исторической библиотеки Сицилийского королевства» местный историк Джованни Баттиста Карузо, а в 1724 году включил в состав 5-го тома «Rerum Italicarum Scriptores» церковный историк Лудовико Антонио Муратори.
Оригинальное научное издание анналов выпущено было в 1844 году в Ганновере в 5-м томе «Monumenta Germaniae Historica» под редакцией вышеназванного Г. Г. Перца, а в 1858 году их напечатал в Париже учёный аббат Минь в 155-м томе «Patrologia Latina». Новейшие комментированные итальянские издания опубликованы в 1979 году в Матере и в 1991 году в Бари.
Первый полный русский перевод, выполненный И. В. Дьяконовым по миланскому изданию 1724 года и ганноверскому изданию 1844 года, был выпущен в 2020 году издательством «Русская панорама» в сборнике «Хроники Италии» из серии «MEDIÆVALIA: средневековые литературные памятники и источники», с комментариями и предисловием Г. Г. Перца.

## Публикации
- Хроника Лупа Протоспафария из Бари // Хроники Италии / Пер. с лат. И. В. Дьяконова. — М.: Русская панорама, 2020. — С. 557–571. — (MEDIÆVALIA: средневековые литературные памятники и источники). — ISBN 978-5-93165-439-3.
- Lupi Protospatae Breve Chronicon // Antiqui chronologi quatuor Herempertus Langobardus, Lupus Protospata, Anonymus Cassinensis, Falco Beneventanus cum appendicibus historicis, a cura di Antonio Caracciolo. — Neapoli: Typis Scorigianis, 1626. — pp. 93–119.
- Castigationes in Chronicon Lupi Protospatae // Historia principum Langobardorum. A cura di Camillo Pellegrino. — Neapoli, 1643. — pp. 72–98.
- Lupi Protospatae Rerum in Regno Neapolitano gestarum ab anno sal. 860 usque ad 1102. Breve Chronicon // Bibliotheca Historica Regni Siciliae, sive Historicorum qui de rebus Siculis. A cura di Giovanni Battista Caruso. — Tomo I. — Palermo, 1723. — pp. 31–42.
- Lupi Protospatae Rerum in Regno Neapolitano gestarum ab anno sal. 860 usque ad 1102. Breve Chronicon // Rerum Italicarum Scriptores, a cura di Ludovico Antonio Muratori. — Tomus V. — Mediolani: ex typographia Societatis Palatinae in Regia Curia, 1724. — pp. 37–49.
- Lupi Protospatarii Chronicon, hrsg. von Georg Heinrich Pertz // Monumenta Germaniae Historica. — Tomus V. — Hannover, 1844. — pp. 51–63. — (Scriptores in Folio).
- Lupus Protospatarus. Notitia historica // Patrologiae cursus completes, series latina. Accurante J.-P. Migne. — Volume 155. — Paris, 1858. — coll. 119–134.
- Lupus Protospatae rerum in Regno Neapolitano gestarum ab anno sal. 860 usque ad 1102: Breve chronicon. — Matera: BMG, 1979. — 66 p.
- Gerardo Cioffari e Rosa Lupoli Tateo. Antiche cronache di terra di Bari // Centro Studi Nicolaiani: Memorie e documenti. — Volume 5. — Bari, 1991. — pp. 77 segg.